# Nueve de Julio S.A.T.
Otras opciones en 9 de Julio (desambiguación)
Nueve de Julio S.A.T.. es una empresa de ómnibus especializada en transporte, con sede en la Ciudad de La Plata.

## Historia
La empresa surge en 1969 cuando operaba la vieja línea 8 (renumerada años después como 508) conectando la zona del cementerio con la estación de 1 y 44.
La razón social de la Empresa “Nueve de Julio” fue elegida en honor a la fecha patria.
Su línea original se disolvió en 2001 cuando se dispuso la creación del SUT(Sistema Urbano de Transporte) pero logró subsistir operando la línea oeste y norte.
También operó la línea "Punto a Punto" que conectaba Villa Elisa con Plaza Moreno hasta que decidió no seguir operando el servicio.
En 2012, le rescindieron el contrato de concesión a la empresa Nueve de Julio en las líneas Norte y 518, que fueron licitadas posteriormente y otorgadas a las empresas Línea Siete (518) y Unión Platense (Norte).

## Servicios
Actualmente opera las siguientes líneas de colectivo:
| Línea          | Empresa                                                                   | Cabeceras                                                                   |
| -------------- | ------------------------------------------------------------------------- | --------------------------------------------------------------------------- |
| 215            | Nueve de Julio S.A.T.                                                     | La Plata - El Peligro - El Pato                                             |
| 225            | Nueve de Julio S.A.T.                                                     | La Plata - Gómez - Haras del Sur 2                                          |
| 414            | Nueve de Julio S.A.T.                                                     | La Plata - Florencio Varela                                                 |
| E              | Micro Expres S.A (Nueve de Julio S.A.T.) Ramales:                         | -12 Barrio Aeropuerto - Estación FFCC -13 Barrio Aeropuerto - Estación FFCC |
| O              | Nueve de Julio S.A.T.                                                     | La Plata - Olmos - Abasto - M. Romero - Etcheverri                          |
| 508 SemiRapido | Nueve de Julio S.A.T.                                                     | La Plata - Olmos/Ruta 2 Km 60                                               |
| 561 SemiRapido | Nueve de Julio S.A.T.                                                     | La Plata - Parque Industrial                                                |
| UNI            | Unión Platense S.R.L., Empresa Línea Siete S.A.T. y Nueve de Julio S.A.T. | La Plata                                                                    |

## Logo de la empresa
Tres círculos anidados de distintos diámetro y grosor, de colores rojo, blanco y azul; en el centro de los mismos, el nombre de dicha empresa "Nueve de Julio". Este esquema solo aparece en las líneas 215,225 y 414.

## Incidentes
- El día un chofer de la Linea Oeste al finalizar su recorrido dejó las llaves puestas en el micro y fue al baño. Aprovechando el descuido, un ladrón alcoholizado sustrajo el micro emprendiendo un alocado trayecto por diversas calles de Abasto durante 25 minutos chocando algunos autos, hasta que terminó preso.[4]
- 4 de junio de 2015: Un micro de la Linea Oeste (Ramal 65) colisionó a la formación del Tren Universitario de La Plata en Avenida 1 y Diagonal 80 que salía de la Estación de La Plata donde hubo solo 4 heridos.[5]